# آنیک آلانه
آنیک آلانه (فرانسوی: Annick Alane‎؛ زادهٔ ۵ سپتامبر ۱۹۲۵ - درگذشته ۲۸ اکتبر ۲۰۱۹) بازیگر اهل فرانسه بود.
از فیلم‌ها یا برنامه‌های تلویزیونی که وی در آنها نقش داشته‌است، می‌توان به ارکستر سرخ، ژرمینال، پارکینگ و برای پنهان کردن یک پلیس اشاره کرد.